# Hypocoela mannophora
Hypocoela mannophora är en fjärilsart som beskrevs av Louis Beethoven Prout 1932. Hypocoela mannophora ingår i släktet Hypocoela och familjen mätare. Inga underarter finns listade i Catalogue of Life.